# Joseph Bové
Joseph Bové o Osip Ivanovich Bove (rus: Осип Иванович Бове), també conegut durant la seva vida com Joseph Jean-Baptiste Charles de Beauvais (4 Novembre [C.J. 24 Octubre] de 1784 — 28 Juny [C.J. 16 Juny] de 1834 ), va ser un arquitecte neoclàssic italo-rus que va supervisar la reconstrucció de Moscou després de l'incendi de 1812.

## Biografia

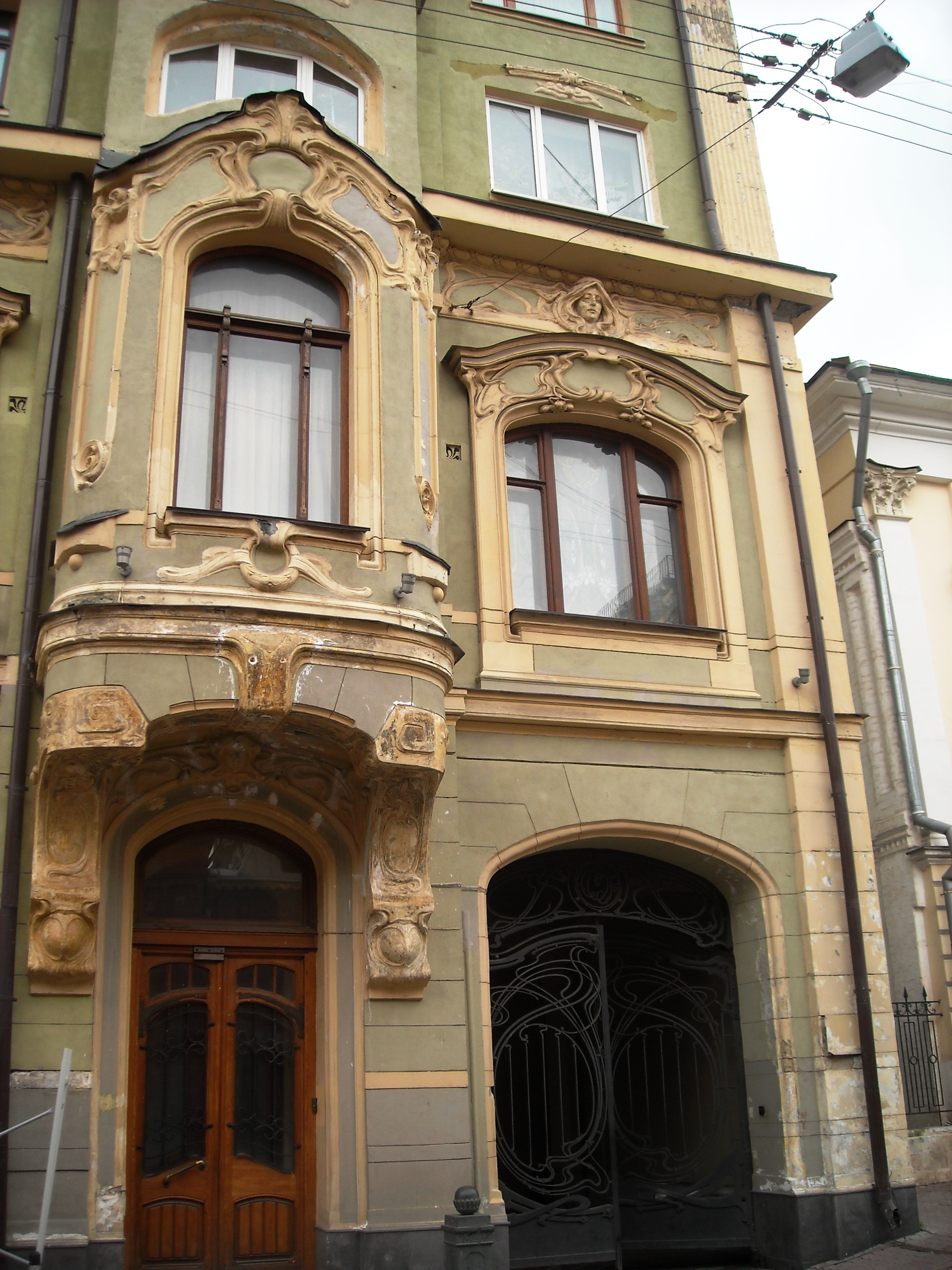
Una casa de Joseph Bové al n° 8, Petrovskij Pereulok, Moscou

Bové va néixer a Sant Petersburg Ekaterina Knappe, filla de l'artista alemany Karl Friedrich Knappe, i del pintor napolità Vincenzo Giovanni, que s'havia traslladat de Nàpols a Sant Petersburg el 1782 arran de l'ambaixador napolità Antonino Maresca, duc de Serracapriola per treballar al Museu de l'Ermitage. El nom de Josep donat en el bateig es va canviar més tard a la manera russa per Osip Ivanovich. Poc després del naixement d'Osip, la família es va traslladar a Moscou. Va tenir dos germans petits, Michaele i Alessandro, que també es van formar en arquitectura i més tard es van convertir en els seus associats. Poc després del naixement de Josep, la família es va traslladar a Moscou. Del 1802 al 1807 va estudiar arquitectura. A partir de 1807 va treballar com a ajudant de Matvei Kazakov i Carlo Rossi a Moscou i Tver.

Com a empleat a temps complet de l'Expedició, va participar en diverses feines de manteniment del Kremlin. L'any 1813, després de l'incendi de Moscou (1812) que va arrasar la major part de la ciutat. L'any 1814 va ser nomenat per dirigir el "Departament de Façanes", encarregat d'aprovar els projectes de les noves façanes i de vetllar pel compliment de la ubicació dels edificis segons el nou pla director viari. Amb l'aprovació del pla general el 1817, Bove va renovar l'aspecte de l'antiga capital, aconseguint encarnar l'ideal d'una ciutat-monument a la glòria de la grandesa de l'Imperi rus.

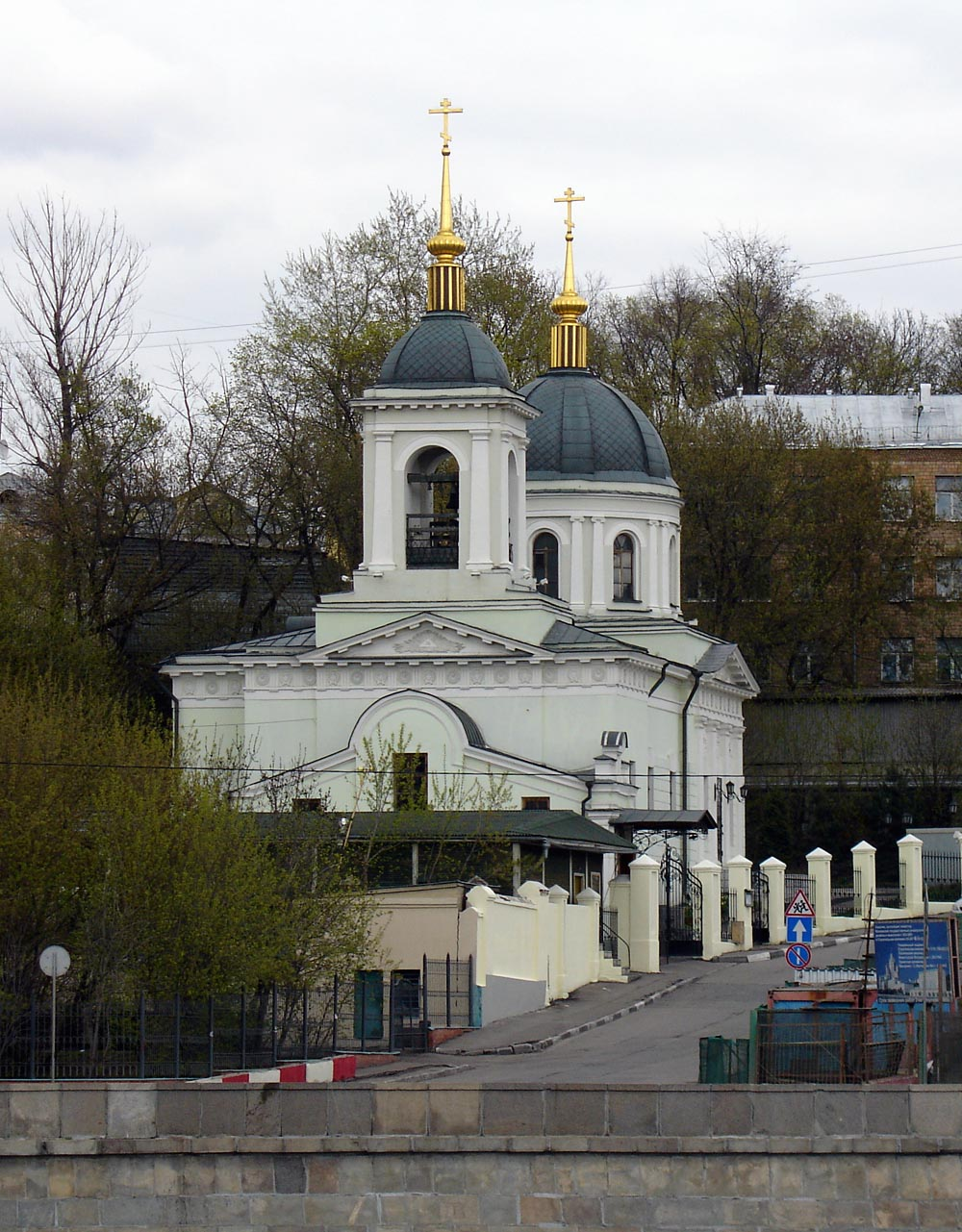
Església de Sant Nicolau a Kotelniki per Joseph Bové

El pla, però, no es va finalitzar fins al 1817. Els constructors privats eren tan nombrosos que Bové i la ciutat no els van poder controlar. L'emperador Alexandre, que visitava Moscou, es va enfurir de veure edificis pintats de tota mena de colors, especialment vermell intens i verd fosc, i va emetre un decret que limitava la paleta de la ciutat a colors modestos i pàl·lids. El 1816 Bove va rebre oficialment el títol d'arquitecte de l'Acadèmia d'Art de Petersburg i es va casar amb la princesa vídua Avdotya Semyonovna Trubeckoj, nee Guryeva (1786–1871). El 1824 i el 1825, va participar en la reconstrucció del Manege de Moscou. Va dissenyar nombroses mansions privades a Moscou, però la seva obra més famosa continua sent el Teatre Bolxoi
Mentre la família Giliardi reconstruïa edificis públics importants com la Universitat Estatal de Moscou, Bové es va encarregar de dissenyar i reconstruir les noves places centrals de Moscou i la Plaça Roja. El seu projecte més conegut, la plaça del Teatre, es va completar el 1825, però tant el Teatre Bolxoi com el Teatre Maly van ser reconstruïts posteriorment, i la plaça va perdre la seva simetria neoclàssica.

## Mort
Bové va morir a Moscou el 1834, als 49 anys, i va ser enterrat al monestir de Donskoy.

## Obra

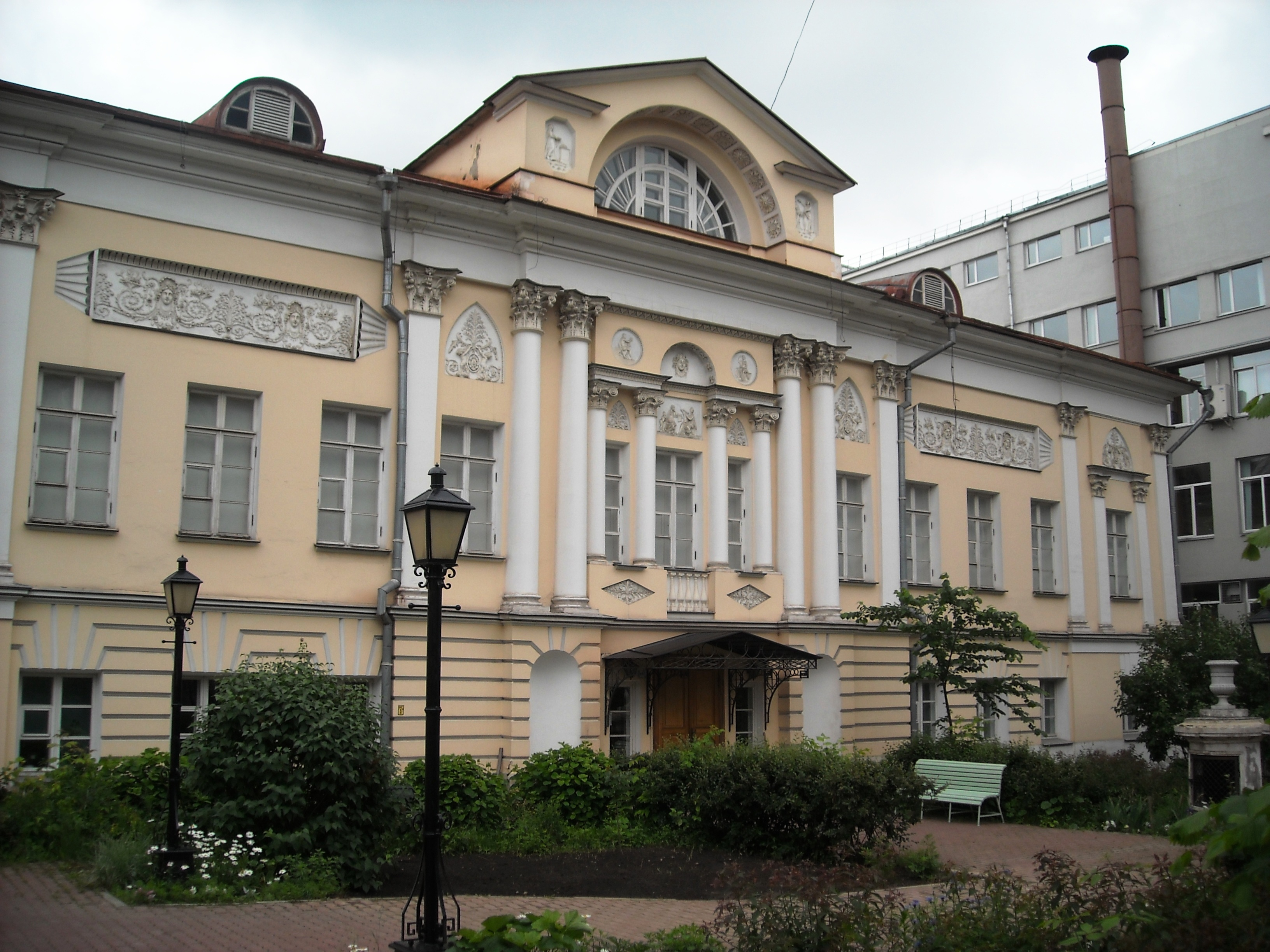
Mansió Trubetskoy, Petrovskij Pereulok, Moscou, dissenyat per Joseph Bové

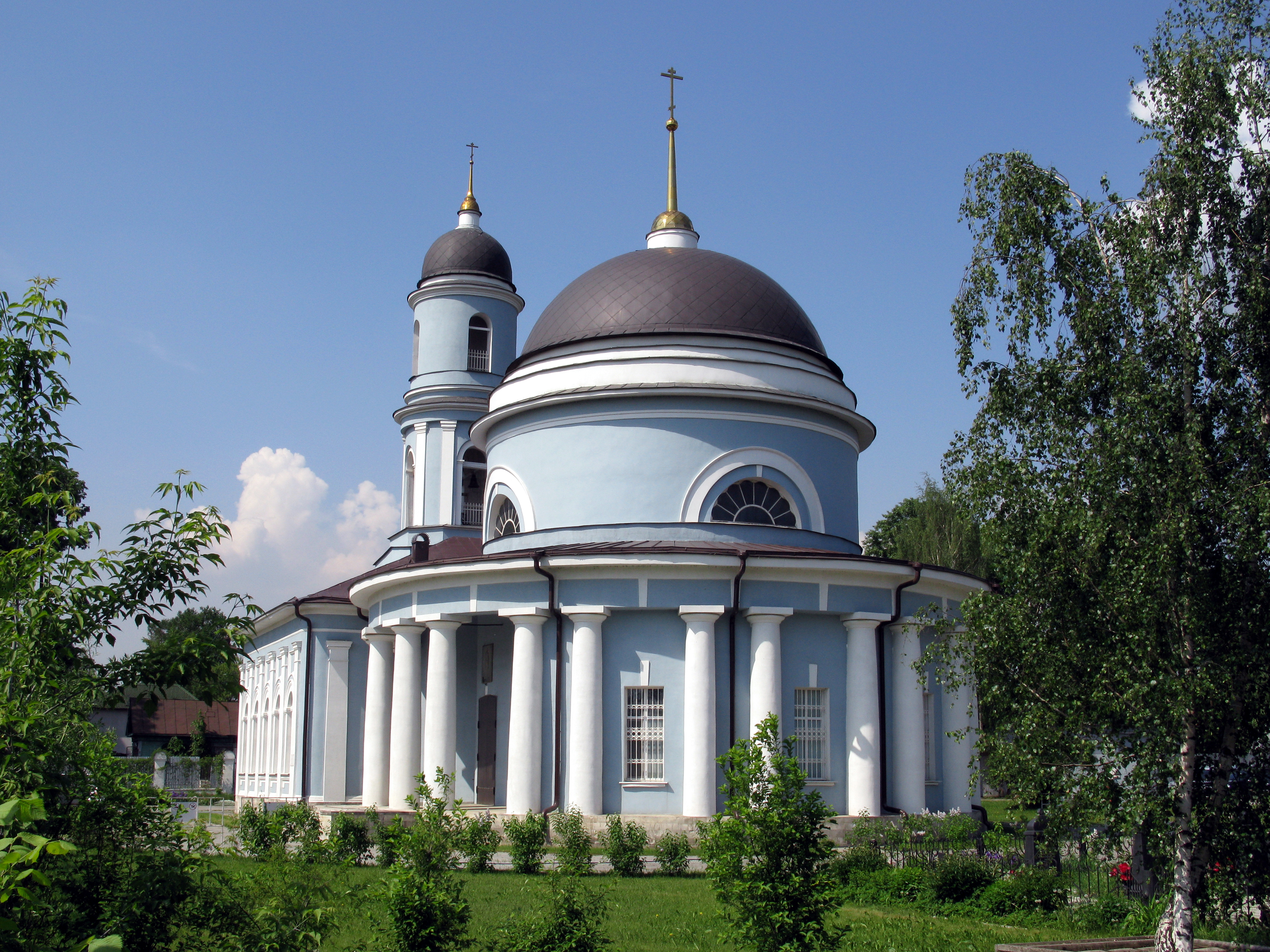
L'Església d'Intercessió a Balashikha

De fet, la majoria dels seus edificis van ser enderrocats per accidents o promotors immobiliaris:
- Els edificis comercials a la plaça Roja (1815), amb una cúpula rotonda que reflectia la cúpula del Senat del Kremlin de Kazakov, van ser enderrocades a la dècada de 1880 per donar pas a les fileres comercials superiors més grans.
- La mansió de la família Gagarin a Novinsky Boulevard va ser destruïda per un atac aeri el 1941.
- Arc de Triomf de Tverskaya Zastava (1827–1834) va ser enderrocat el 1938; una rèplica es va construir a la dècada de 1960 al districte de Dorogomilovo
- L'edifici commemoratiu catalogat a Tverskoy Boulevard, 26 i a prop va ser arrasat per l'empresa de desenvolupament de Konstantin Ernst el 2003-2005.

Entre els edificis existents hi ha:
- L'Església d'Intercessió a Balashikha
- 37, carrer Myasnitskaya
- Catherine's Hospital a Strastnoy Boulevard
- Escola militar i caserna al districte de Lefortovo
- Primer Hospital Municipal de l'actual Leninsky Prospekt
- Dues petites mansions al Garden Ring (15, Sadovo-Kudrinskaya)

- Església de Sant Nicolau a Kotelniki de Joseph Bové (al terraplè de Kotelnicheskaya )[13]
- La seva darrera obra, Church of Theotokos, " Joy of all who Sorrow " al carrer Bolshaya Ordynka (1831–1836)[14]